# La viña de uvas negras
La viña de uvas negras es la primera novela de Livia de Stefani, publicada en 1953 por Mondadori, y traducida al español por la editorial Altamarea en 2018.
Livia de Stefani fue una de las primeras escritoras en retratar el poder de la mafia y en desvelar sus mecanismos y valores, denunciando a la vez la situación de la mujer siciliana, aislada y expulsada de un tablero controlado íntegramente por hombres.

## Sinopsis
Sicilia, años veinte. Casimiro Badalamenti es un hombre duro y despiadado que por cuestiones de mafia abandona su casa y su viñedo en su Giardinello natal y se establece en Cinisi, donde hace fortuna gracias a sus negocios y a sus oscuras influencias. Con Concetta, mujer de mala vida que le es morbosamente devota, tendrá cuatro hijos que arrancará a su madre nada más parirlos para que sean criados por otras obsequiosas familias, sin saber los unos de los otros. Años después Casimiro decide volver a reunirlos para regresar a su pueblo y a su viña de uvas negras con la intachable apariencia de una rica familia de bien.  Pero entre los jóvenes hermanos Nicola y Rosaria nacerá una insana pasión que los llevará derechos al incesto.
Livia De Stefani retrata, a través de una mirada compasiva y casi documental, la vieja Sicilia rústica y profunda de principios del siglo pasado. Traza con maestría impecable los rasgos de una familia, de una tierra, de una época, de una sociedad hipócrita y opresiva donde la jerarquía, el miedo y la sumisión son los engranajes que mueven el mecanismo de la vida cotidiana. Con las pinceladas de un lenguaje rico y florido, Livia De Stefani captura al lector en las primeras páginas y lo guía, inerme, a través de la tragedia cotidiana y amarga de una familia abocada a la devastación.
En el epílogo de la nueva edición en español, Marta Sanz menciona la preocupación de Livia por los asuntos que colocan en desventaja a las mujeres por el mero hecho de serlo. «Livia De Stefani abre interrogantes sobre el límite de lo verosímil, sobre la delicada fibra que une la maternidad con la libertad, el deseo con la obligación, colocando el concepto de pareja en el epicentro de una lucha de poder secularmente desigual». (Marta Sanz)
- Datos: Q54855937